# Karen Gillan
Karen Sheila Gillan (Inverness, 28 november 1987) is een Schotse actrice, filmmaker en voormalig model.
Gillan verwierf bekendheid met haar rol als Amy Pond in het vijfde seizoen van de in 2005 vernieuwde Britse sciencefiction serie Doctor Who. Ook speelt zij de rol van Nebula in het Marvel Cinematic Universe, in films waaronder Guardians of the Galaxy (2014) en Avengers: Endgame (2019).

## Biografie

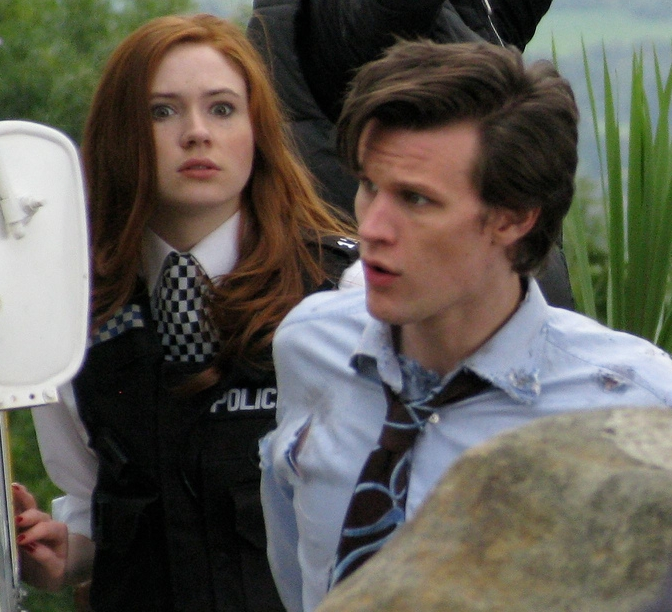
Gillan als Amy Pond, met op de voorgrond Matt Smith als de elfde Doctor

Gillan werd geboren en groeide op in de Schotse plaats Inverness. Haar vader is manager van een buurthuis. Toen Gillan zestien jaar oud was, besloot ze te gaan acteren. Ze volgde een acteeropleiding aan het Edinburgh's Telford College en ging later naar de Italia Conti Academy of Theatre Arts in Londen.
Ze werkte in 2007 en 2008 als model voor onder anderen Allegra Hicks en Nicola Roberts. Haar acteercarrière begon met gastrollen in enkele televisieseries en in The Kevin Bishop Show had ze haar eerste langdurige rol. Daarnaast speelde ze de hoofdrol in een horrorproject van de BBC.
Begin 2009 werd Gillan gekozen voor de rol van Amy Pond, de eerste kompaan van de elfde Doctor in de Britse sciencefictionserie Doctor Who. Pond werd als kind gespeeld door haar nicht, Caitlin Blackwood. Gillan was voor het eerst te zien als de volwassen Pond in "The Eleventh Hour" (uitgezonden op 3 april 2010). Ze speelde eenmaal eerder in Doctor Who, als Soothsayer in de aflevering "The Fires of Pompeii".
In 2013 keerde ze even terug naar Doctor Who, waar ze in de kerstaflevering The Time of The Doctor opnieuw Amy Pond speelde. Dit was Matt Smiths laatste aflevering als The Doctor en Gillan zat erin als eerbetoon aan Smiths tijd in het programma.
Sinds 2014 vertolkt Gillan de rol van Nebula in verschillende films en televisieserie in het Marvel Cinematic Universe, ze was te zien in de films Guardians of the Galaxy (2014), Guardians of the Galaxy Vol. 2 (2017), Avengers: Infinity War (2018), Avengers: Endgame (2019), Thor: Love and Thunder (2022), The Guardians of the Galaxy Holiday Special (2022) en de televisieserie What If...? als stemrol.
Tevens is Gillan sinds 2017 te zien als Ruby Roundhouse in de films Jumanji: Welcome to the Jungle en Jumanji: The Next Level.
Gillan zal naast Aaron Paul en Beulah Koale de volgende ster zijn in de sciencefiction-thrillerfilm Dubbel (Dual), die volledig in Tampere, Finland wordt gefilmd.

## Filmografie

### Films
| Jaar | Titel                                       | Rol                        | Opmerkingen                   |
| ---- | ------------------------------------------- | -------------------------- | ----------------------------- |
| 2008 | New Town Killers                            | jonge vrouw aan busstation |                               |
| 2010 | Outcast                                     | Ally                       |                               |
| 2013 | Not Another Happy Ending                    | Jane Lockhart              |                               |
| 2013 | Oculus                                      | Kaylie Russell             |                               |
| 2014 | Guardians of the Galaxy                     | Nebula                     |                               |
| 2014 | Bound for Greatness                         | Maeve MacDonough           | Korte film                    |
| 2015 | Warning Labels                              | Mindy                      | Korte film                    |
| 2015 | Coward                                      |                            | Korte film; regie en scenario |
| 2015 | Conventional                                | Rachel Milligan            | Korte film; regie en scenario |
| 2015 | The List                                    | Lily                       |                               |
| 2015 | The Big Short                               | Evie                       |                               |
| 2016 | In a Valley of Violence                     | Ellen                      |                               |
| 2017 | Guardians of the Galaxy Vol. 2              | Nebula                     |                               |
| 2017 | The Circle                                  | Annie                      |                               |
| 2017 | Jumanji: Welcome to the Jungle              | Ruby Roundhouse            |                               |
| 2018 | Avengers: Infinity War                      | Nebula                     |                               |
| 2019 | Avengers: Endgame                           | Nebula                     |                               |
| 2019 | Jumanji: The Next Level                     | Ruby Roundhouse            |                               |
| 2020 | The Call of the Wild                        | Mercedes                   |                               |
| 2021 | Gunpowder Milkshake                         | Sam                        |                               |
| 2022 | Thor: Love and Thunder                      | Nebula                     |                               |
| 2022 | The Guardians of the Galaxy Holiday Special | Nebula                     |                               |
| 2023 | Guardians of the Galaxy Vol. 3              | Nebula                     |                               |
| 2024 | Sleeping Dogs                               | Laura Baines               |                               |
| 2024 | The Life of Chuck                           | Felicia Gordon             |                               |

### Televisie
| Jaar          | Titel                   | Rol                  | Opmerkingen                                                                         |
| ------------- | ----------------------- | -------------------- | ----------------------------------------------------------------------------------- |
| 2006          | Rebus                   | Teri Cotter          | Aflevering: "A Question of Blood"                                                   |
| 2008          | Stacked                 | Ginny Turner         | Televisiefilm                                                                       |
| 2008          | Doctor Who              | Soothsayer           | Aflevering: "The Fires of Pompeii"                                                  |
| 2008          | Harley Street           | Holly                | Aflevering 1                                                                        |
| 2008–09       | The Kevin Bishop Show   | Verschillende rollen | Hoofdrol (12 afleveringen)                                                          |
| 2008          | Coming Up               | Anna                 | Aflevering: "Thinspiration"                                                         |
| 2009          | The Well                | Coll                 | 4 afleveringen                                                                      |
| 2010–12, 2013 | Doctor Who              | Amy Pond             | 34 afleveringen, seizoen 5, 6, 7                                                    |
| 2010–11       | Doctor Who Confidential | Zichzelf             | 26 afleveringen                                                                     |
| 2012          | We'll Take Manhattan    | Jean Shrimpton       | Tv-film                                                                             |
| 2012          | In Love with Coward     | Laura                |                                                                                     |
| 2013          | NTSF:SD:SUV::           | Daisy                | Hoofdrol (9 afleveringen, seizoen 3)                                                |
| 2014          | A Touch of Cloth        | Kerry Newblood       | 2 afleveringen                                                                      |
| 2014          | Selfie                  | Eliza Dooley         | Hoofdrol (13 afleveringen)                                                          |
| 2015          | Comedy Bang! Bang!      | Zichzelf             | Aflevering: "Karen Gillan Wears A Black and White Striped Pullover and Coral Skirt" |
| 2015          | 7 Days in Hell          | Lily Allsworth       | Tv-film                                                                             |
| 2015          | Robot Chicken           | Anastasia Steele     | Stem Aflevering: "Zero Vegetables"                                                  |
| 2021-2024     | What If...?             | Nebula               | Stem (4 afleveringen)                                                               |